# QRpedia
QRpedia — система на базе мобильного интернета, использующая QR-коды для предоставления пользователям статей Википедии на их родных языках.

## Процесс

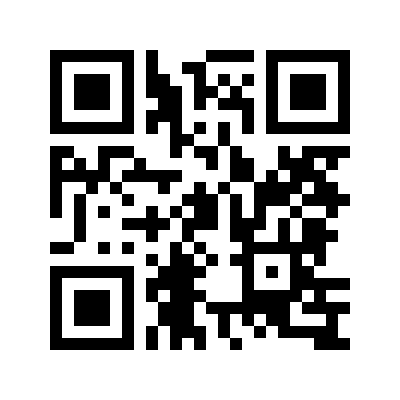
Пример QR-кода, ведущего на эту статью

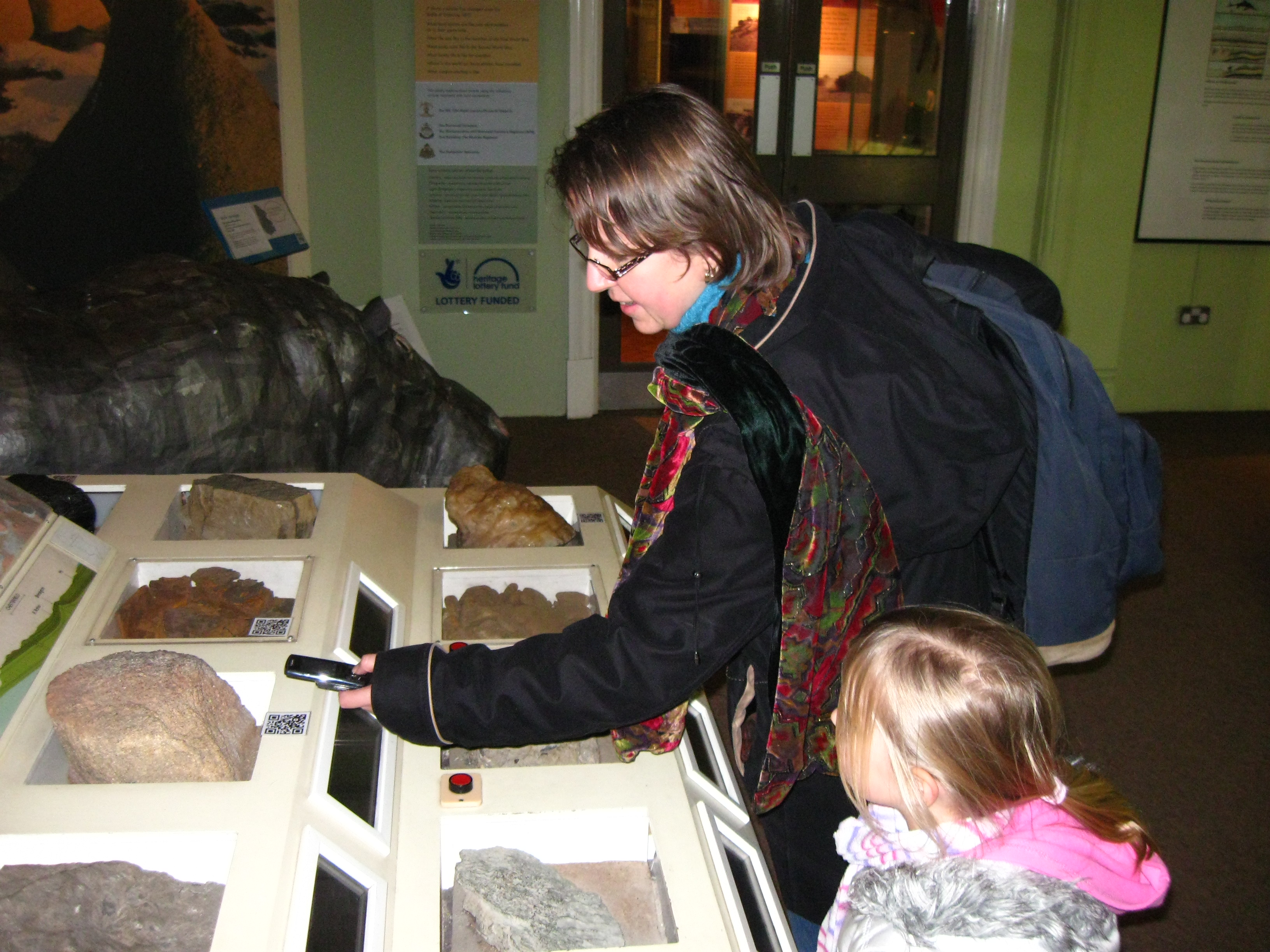
Посетитель Музея и художественной галереи Дерби использует мобильный телефон для чтения кода QRpedia

Когда пользователь сканирует QR-код QRpedia своим мобильным устройством, устройство декодирует QR-код в ссылку, использующую доменное имя «qrwp.org» и указывающую на заголовок статьи Википедии, а также посылает запрос на статью, указанную по ссылке, на сервер QRpedia, передавая заодно языковые настройки устройства.
Сервер QRpedia, получив эту информацию, использует API Википедии, чтобы определить, есть ли статья на языке устройства, и если да, то передаёт статью в формате, удобном для чтения с мобильного. Если не существует перевода запрошенной статьи, QRpedia предлагает выполнить поиск по заголовку статьи в нужном языковом разделе Википедии, и возвращает результат.
Таким образом, один QR-код может вернуть одну и ту же статью на многих языках. QRpedia также собирает статистику использования.

## Происхождение
QRpedia была задумана Роджером Бамкином, председателем Викимедиа Великобритания, и Теренсом Эденом, консультантом по мобильному интернету, и была представлена на мероприятии Музея и художественной галереи Дерби Backstage Pass в честь сотрудничества между музеем и Википедией 9 апреля 2011 года; в рамках совместного проекта по улучшению Википедии за написание и улучшение статей, связанных с музеем, весной-летом 2011 года будут вручены призы. Тексты написанных в рамках проекта статей будут доступны посетителям музея через QR-коды с помощью системы.
По словам Теренса Эдена, название системы сочетает в себе QR от англ. Quick Response, быстрый отклик, и -pedia — от Wikipedia, так как QRpedia работает только с ней. Также, он приводит бэкроним названия: «potentially every device interlanguage access».
Исходный код проекта свободен и может использоваться повторно как размещённый под лицензией MIT.

## Реализация
На март 2012 года QRpedia используют
- Детский музей Индианаполиса[2][12]
- Музей и художественная галерея Дерби[3]
- Фонд Жоана Миро[3][13], включая передвижную выставку галереи Тейт[3].
- Национальный архив Великобритании[14][15]
- Валлийский город Монмут, в рамках проекта MonmouthpediA[16]
- Церковь Святого Павла (Бирмингем)
- Софийский зоопарк[17]
- Национальный вычислительный музей[18]
- Часовня Девы Марии и Ангелов в Сиднее
- Выставка Хосепа Косты Собрепера.

В 2013 году в Одессе был реализван совместный проект Викимедиа Украины и Одесса 2.0 по размещению табличек QRpedia.
QRpedia также используется вне данных учреждений. Например, её использует Движение захвата.

## Награды
В январе 2012 года QRpedia стала одним из четырёх проектов (из 79 кандидатов), объявленных Smart UK Project самой инновационной мобильной компанией в Великобритании в 2011 году, и, таким образом, участвовала в соревновании на Mobile World Congress в Барселоне 29 февраля 2012 года. Критериями назначения были эффективность, лёгкость понимания, глобальный потенциал и влияние.